# Herida autoinfligida
Una herida autoinfligida es el acto de lastimarse a sí mismo cuando no hay problemas psicológicos subyacentes relacionados con la autolesión, sino que el perjudicador quiso aprovechar la lesión.

## Razones para la autoherida
La mayoría de las heridas autoinfligidas ocurren durante tiempos de guerra, por varias razones posibles.
Los posibles reclutas pueden autolesionarse para evitar ser reclutados por razones de salud. Esto fue practicado como abstinencia por algunos reclutas judíos en el Imperio ruso.
La razón más común por la que los soldados reclutados se autolesionan es para no poder continuar sirviendo en combate, lo que resulta en su traslado de la línea de combate a un hospital. Por lo tanto, la autolesión se puede utilizar para evitar una lesión de combate más grave o una muerte de combate. En las cárceles y los campos de trabajos forzados, las personas a veces se autolesionan para no verse obligadas a trabajar y pueden pasar un tiempo en las condiciones más cómodas de los cuarteles de la enfermería.

## Tipos de heridas
Entre los tipos más comunes de heridas se encuentran el disparo de un rifle a la mano, brazo, pierna o pie.
Las heridas también pueden ocurrir por descuido deliberado de la salud, por ejemplo, al no tratar una herida menor que se infectará, u "olvidar" el cuidado de los pies en condiciones húmedas que conducen a infecciones fúngicas.

## Castigos
En la mayoría de los ejércitos, las heridas deliberadamente autoinfligidas se consideran una ofensa militar grave. La mayoría de las heridas autoinfligidas pasan desapercibidas, aunque las consecuencias a menudo son graves si se detectan.
En el Ejército Británico durante la Primera Guerra Mundial, la pena máxima para una herida autoinfligida ("mutilarse intencionalmente con la intención de quedar incapacitado para el servicio" como se describió) según la Sección 18 de la Ley del Ejército de 1881 fue el encarcelamiento, en lugar de la pena capital. En el Ejército Británico, unos 3894 hombres fueron encontrados culpables, y fueron enviados a prisión por largos períodos.
En los campos de concentración nazis, la autolesión era peligrosa ya que los incapacitados solían ser ejecutados, pero en algunos campamentos de menor rigor sí se ha documentado.

## Historia
Ha habido muchos informes de la ISM durante la Primera Guerra Mundial, colocando a ciertos soldados bajo sospecha de algunas lesiones que podrían haber sido accidentes genuinos.
Durante la Segunda Guerra Mundial, casi todos los ejércitos (más a menudo mencionados son el Ejército Soviético y la Wehrmacht) tenían casos de lesiones autoinfligidas.